# La Tardière
La Tardière est une ancienne commune française située dans le département de la Vendée, en région Pays de la Loire.
La commune est, depuis le 1er janvier 2023, une des trois communes déléguées de la commune nouvelle de Terval.

## Géographie
Le territoire municipal de La Tardière s’étend sur 2 039 hectares.

### Localisation
| Cheffois                |             | Saint-Pierre-du-Chemin |
| Saint-Maurice-le-Girard | La Tardière |                        |
| La Châtaigneraie        |             | Breuil-Barret          |

La commune est située à l'est de la Vendée, à 25 km au nord de Fontenay-le-Comte, à 56 km au sud de Cholet, à 60 km à l'est de La Roche-sur-Yon.

### Géologie et relief
L'altitude moyenne de la commune est de 158 mètres, avec des niveaux fluctuant entre 98 et 232 mètres,.
La Tardière se situe à la limite du Massif armoricain et du Bocage vendéen.
Son sol est composé de schistes, de roches siliceuses, phtanites, quartz et quelques minéraux plus rares, tel que le filon de quartz et l'îlot de Poudingue.

### Hydrographie
4 ruisseaux contournent et traversent les reliefs de la commune ;
1. le plus important, la Jarousselière qui remplit le lac de l’Etruyère puis rejoint La Mère.
2. C’est la Mère qui fait la frontière avec la commune du Breuil Barret.
3. Le Loing prend sa source au village Tardièrois d'Ecoute s’il Pleut, se grossit du ruisseau de la Boursaudière. Le Loing rejoindra le Grand Lay à St-Philbert-du-Pont-Charrault.
4. La Boursaudière marque la limite entre les communes de La Tardière et de Cheffois.

### Climat
Pour des articles plus généraux, voir Climat des Pays de la Loire et Climat de la Vendée.
En 2010, le climat de la commune est de type climat océanique franc, selon une étude du CNRS s'appuyant sur une série de données couvrant la période 1971-2000. En 2020, Météo-France publie une typologie des climats de la France métropolitaine dans laquelle la commune est exposée à un climat océanique et est dans la région climatique Poitou-Charentes, caractérisée par un bon ensoleillement, particulièrement en été et des vents modérés.
Pour la période 1971-2000, la température annuelle moyenne est de 11,5 °C, avec une amplitude thermique annuelle de 14,5 °C. Le cumul annuel moyen de précipitations est de 938 mm, avec 12,9 jours de précipitations en janvier et 7 jours en juillet. Pour la période 1991-2020, la température moyenne annuelle observée sur la station météorologique de Météo-France la plus proche, sur la commune de Scillé à 15 km à vol d'oiseau, est de 12,1 °C et le cumul annuel moyen de précipitations est de 954,6 mm,. Pour l'avenir, les paramètres climatiques de la commune estimés pour 2050 selon différents scénarios d'émission de gaz à effet de serre sont consultables sur un site dédié publié par Météo-France en novembre 2022.

## Urbanisme

### Occupation des sols
L'occupation des sols de la commune, telle qu'elle ressort de la base de données européenne d’occupation biophysique des sols Corine Land Cover (CLC), est marquée par l'importance des territoires agricoles (95 % en 2018), une proportion sensiblement équivalente à celle de 1990 (96,2 %). La répartition détaillée en 2018 est la suivante : 
zones agricoles hétérogènes (47,5 %), terres arables (41,9 %), prairies (5,6 %), zones urbanisées (5 %). L'évolution de l’occupation des sols de la commune et de ses infrastructures peut être observée sur les différentes représentations cartographiques du territoire : la carte de Cassini (XVIIIe siècle), la carte d'état-major (1820-1866) et les cartes ou photos aériennes de l'IGN pour la période actuelle (1950 à aujourd'hui).

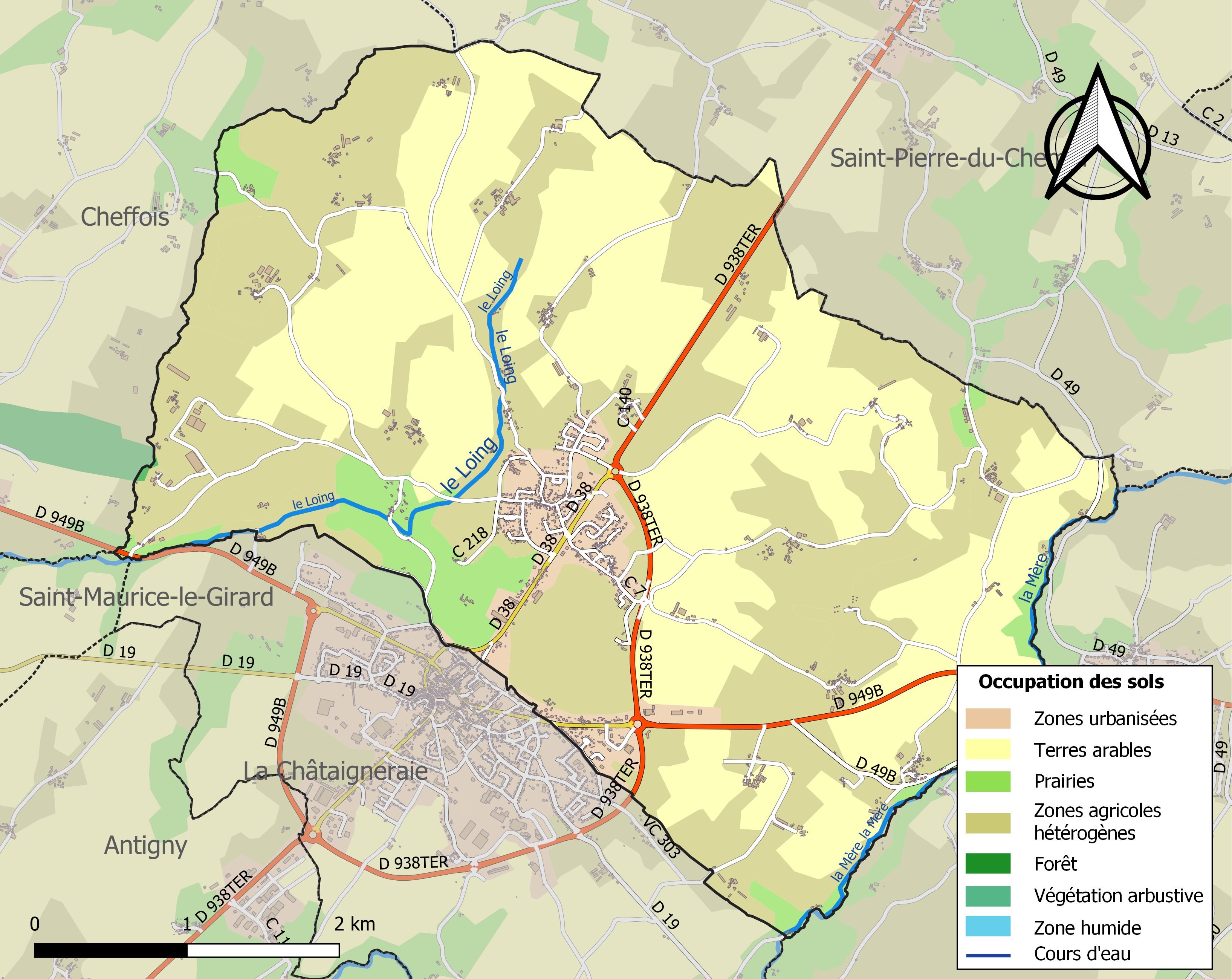
Carte des infrastructures et de l'occupation des sols de la commune en 2018 (CLC).

### Voies de communication et de transports
La commune est pourvue de deux axes routiers très fréquentés :
- la RD 938 ter (Fontenay-le-Comte - Bressuire) ;
- la RD 949bis (Poitiers - La Roche-sur-Yon).

## Histoire
Lors de la Première Guerre mondiale, plusieurs soldats de la commune meurent au combat.
Des découvertes certifient la présence de peuplements très anciens. Le centre-bourg situé en hauteur sur un plateau aurait accueilli un forum gallo-romain. À la Brossardière se tenait un oppidium celtique.
Au cours de son évolution la commune a connu plusieurs dénominations, Ostarderia au XIIe siècle, puis Hostanderia au XIVe siècle.
La Tardière ne trouve son nom actuel qu'en 1648.
La commune est connue pour avoir subi un massacre en 1595 causant la mort de 31 personnes.
La Tardière est traversée par de multiples souterrains.
À la suite de l'arrêté préfectoral du 16 décembre 2022 portant création de la commune nouvelle Terval, La Tardière devient une commune déléguée au 1er janvier 2023.

## Politique et administration

### Liste des maires
De 1902 à 1904, Georges Amédée fut remplacé par Jérôme Sabotin son premier adjoint, à la suite d'un abandon.
Réné Turpault est dit avoir été exécuté dans la seconde allée d'accès de sa propriété - venant du chemin de la Taillée le 5 septembre 1944, pour des raisons restant controversées. Il a été remplacé comme maire par Jean-Baptiste Brosset grâce au Comité Local de Libération et désigné par le préfet de septembre 1944 jusqu'à son élection le 29 avril 1945.

### Liste des maires délégués
| Période        | Période  | Identité       | Étiquette | Qualité                                         |
| -------------- | -------- | -------------- | --------- | ----------------------------------------------- |
| 6 janvier 2023 | En cours | Damien Crabeil |           | Chef d’entreprise Maire de Terval (depuis 2023) |

### Jumelage
Depuis 1987, La Tardière et La Châtaigneraie sont jumelées avec la ville allemande de Birkenfeld.

## Population et société

### Démographie

#### Évolution démographique
L'évolution du nombre d'habitants est connue à travers les recensements de la population effectués dans la commune depuis 1793. Pour les communes de moins de 10 000 habitants, une enquête de recensement portant sur toute la population est réalisée tous les cinq ans, les populations de référence des années intermédiaires étant quant à elles estimées par interpolation ou extrapolation. Pour la commune, le premier recensement exhaustif entrant dans le cadre du nouveau dispositif a été réalisé en 2004.

En 2020, la commune comptait 1 332 habitants, en évolution de +1,68 % par rapport à 2014 (Vendée : +5,33 %, France hors Mayotte : +2,11 %).
| 1793  | 1800 | 1806  | 1821  | 1831  | 1836  | 1841  | 1846  | 1851  |
| ----- | ---- | ----- | ----- | ----- | ----- | ----- | ----- | ----- |
| 1 200 | 908  | 1 001 | 1 116 | 1 119 | 1 158 | 1 168 | 1 210 | 1 223 |

| 1856  | 1861  | 1866  | 1872  | 1876  | 1881  | 1886  | 1891  | 1896  |
| ----- | ----- | ----- | ----- | ----- | ----- | ----- | ----- | ----- |
| 1 276 | 1 212 | 1 238 | 1 250 | 1 328 | 1 330 | 1 458 | 1 396 | 1 336 |

| 1901  | 1906  | 1911  | 1921  | 1926  | 1931  | 1936  | 1946 | 1954 |
| ----- | ----- | ----- | ----- | ----- | ----- | ----- | ---- | ---- |
| 1 289 | 1 239 | 1 176 | 1 029 | 1 056 | 1 064 | 1 025 | 968  | 993  |

| 1962 | 1968 | 1975  | 1982  | 1990  | 1999  | 2004  | 2006  | 2009  |
| ---- | ---- | ----- | ----- | ----- | ----- | ----- | ----- | ----- |
| 986  | 935  | 1 032 | 1 276 | 1 335 | 1 182 | 1 189 | 1 216 | 1 286 |

| 2014  | 2019  | 2020  | - | - | - | - | - | - |
| ----- | ----- | ----- | - | - | - | - | - | - |
| 1 310 | 1 327 | 1 332 | - | - | - | - | - | - |

#### Pyramide des âges
En 2018, le taux de personnes d'un âge inférieur à 30 ans s'élève à 30,3 %, soit en dessous de la moyenne départementale (31,6 %). À l'inverse, le taux de personnes d'âge supérieur à 60 ans est de 31,9 % la même année, alors qu'il est de 31,0 % au niveau départemental.
En 2018, la commune comptait 657 hommes pour 663 femmes, soit un taux de 50,23 % de femmes, légèrement inférieur au taux départemental (51,16 %).
Les pyramides des âges de la commune et du département s'établissent comme suit.
| Hommes | Classe d’âge | Femmes |
| ------ | ------------ | ------ |
| 0,3    | 90 ou +      | 0,7    |
| 8,0    | 75-89 ans    | 8,2    |
| 22,9   | 60-74 ans    | 23,5   |
| 22,0   | 45-59 ans    | 20,5   |
| 14,8   | 30-44 ans    | 18,1   |
| 15,0   | 15-29 ans    | 12,3   |
| 17,0   | 0-14 ans     | 16,5   |

| Hommes | Classe d’âge | Femmes |
| ------ | ------------ | ------ |
| 0,8    | 90 ou +      | 2,2    |
| 8,7    | 75-89 ans    | 11,1   |
| 20,3   | 60-74 ans    | 21,3   |
| 20     | 45-59 ans    | 19,4   |
| 17,5   | 30-44 ans    | 16,8   |
| 15     | 15-29 ans    | 13,2   |
| 17,7   | 0-14 ans     | 16,1   |

## Culture locale et patrimoine

### Lieux et monuments

#### La Chapelle de la Brossardière

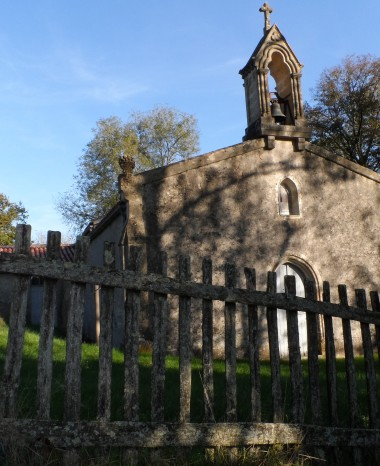
Vue extérieure de la chapelle de la Brossardière.

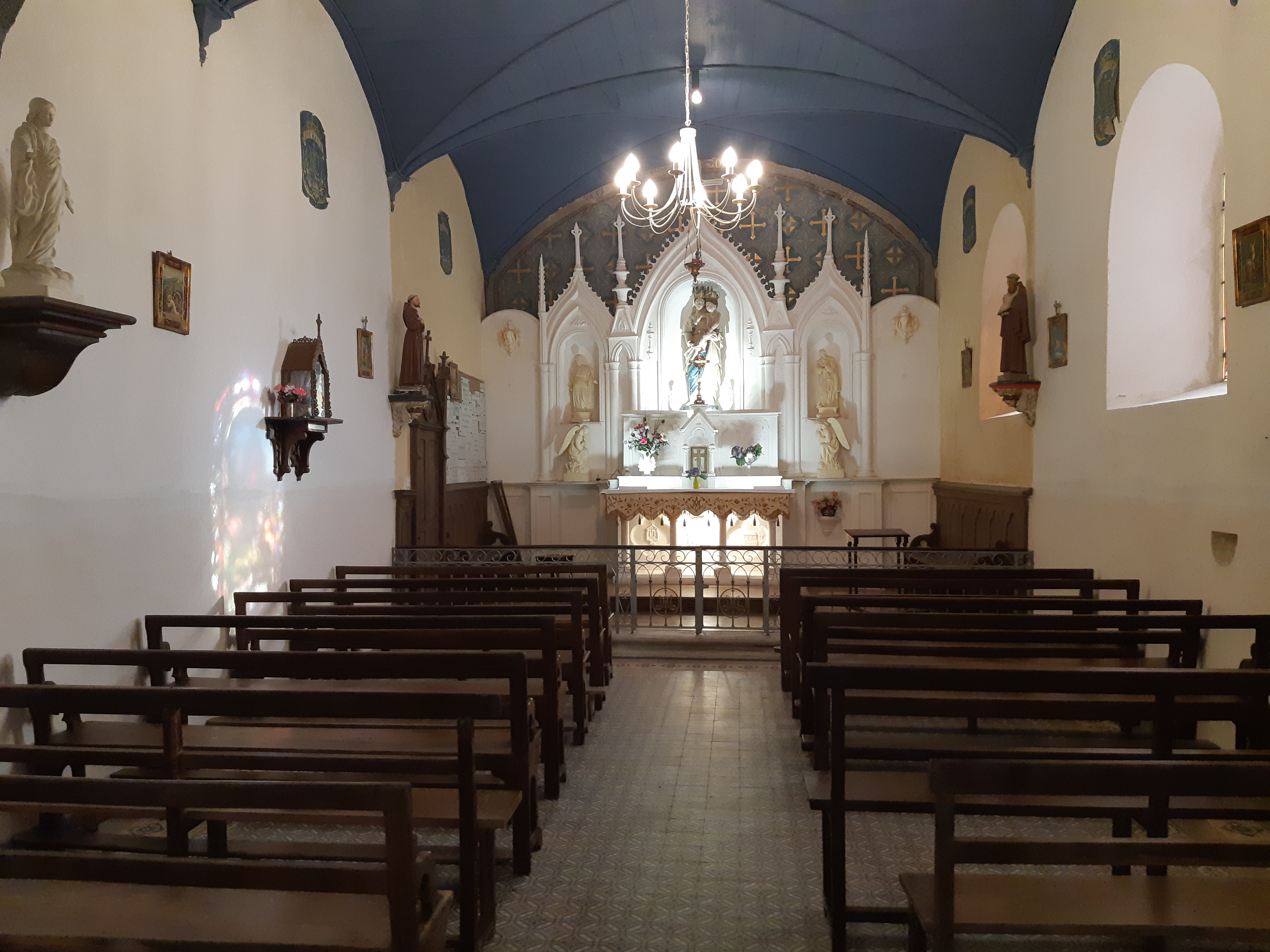
Vue intérieure de la Chapelle de la Brossardière.

La chapelle de la Brossardière, lieu de pèlerinage annuel, est un des monuments les plus emblématiques de la Tardière. Elle s'est édifiée en lieu et place d'un ancien temple, sur un site vallonné, où un massacre de protestants par des catholiques se déroula. Le 13 août 1595, en pleine Guerre des Religions en France, des extrémistes viennent envahir la Brossardière, où le pasteur Moreau assume le prêche dans le temple où sont assemblés 230 fidèles. 45 cavaliers y massacrent une population sans défense, causant la mort de 31 hommes et enfants. Le temple sera détruit vers 1670, les biens seront saisis. En 1687, l’abbé Normandin, curé prieur de La Tardière, achète la Brossardière. Une chapelle y sera construite. La chapelle a été incendiée en 1793 puis sera vendue comme bien national au citoyen Etienne Giraud. Elle revient à la commune en 1824. Sur un coteau se trouve l'entrée d'un souterrain qui devait se diriger vers le nord-est où était bâti le temple protestant.

#### L'église Sainte-Quitterie

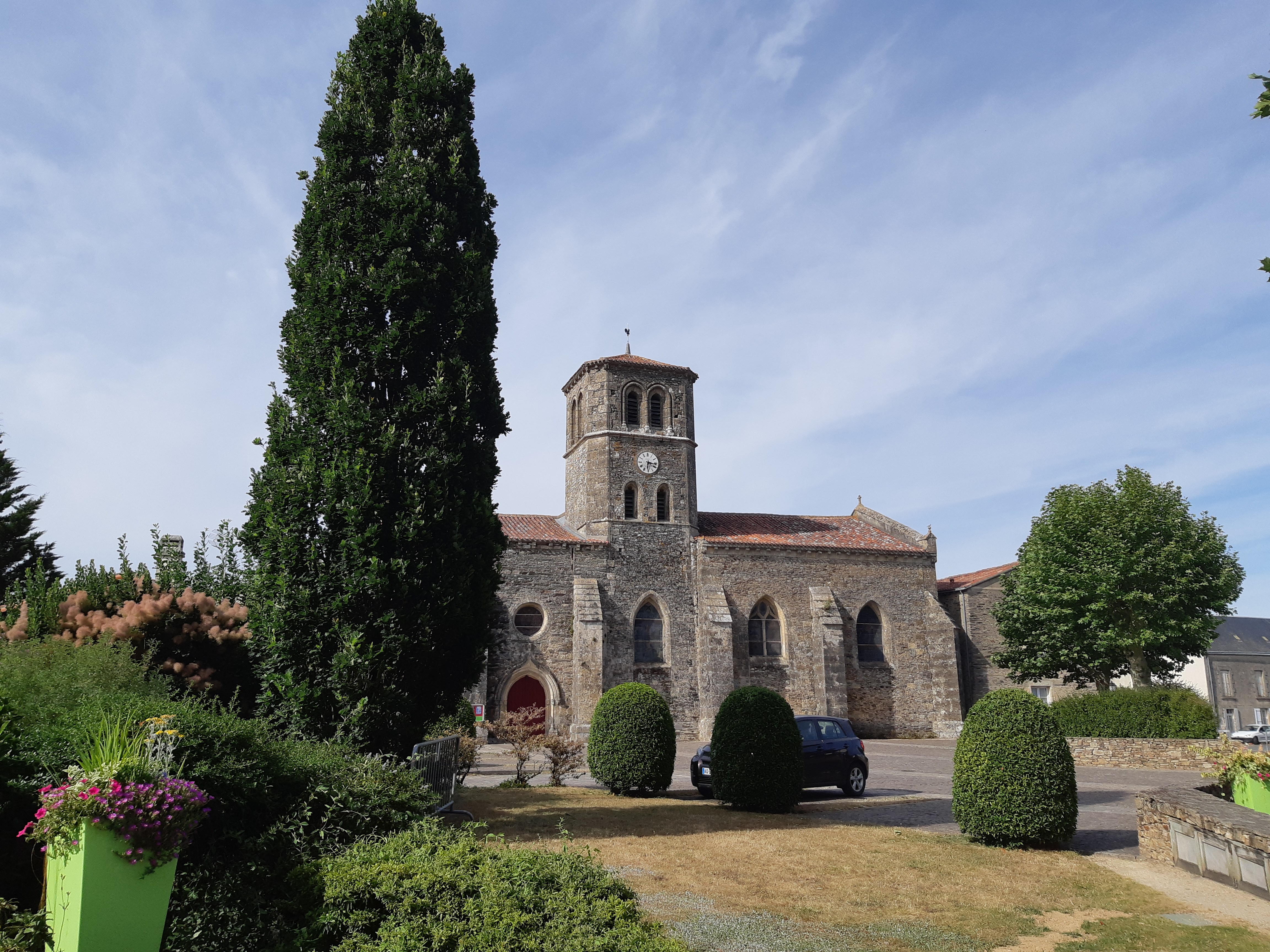
Vue extérieure de l'église Sainte-Quitterie et de sa place.

L'église Sainte-Quitterie date du XIVe siècle et les soubassements du clocher du XIIe siècle. L'église est pillée par les protestants en 1568 et vendue par le prieuré en 1795 comme bien national. Elle a été rendue gratuitement à la commune en 1824 après avoir servi pendant des années de grange à fourrages. L'église Sainte-Quitterie est alors délabrée. En 1836, l'abbé Giron a alors rénové  les bancs, la chaire, les confessionnaux, la sainte Table avec l'aide de ses paroissiens. Trois cloches ont été placées en 1864 ; un autel en pierre fut monté en 1879. C'est lors d'une restauration, qu'une pierre tombale a été déplacée pour être installée au seuil de l'église, à l'entrée de la grande porte. Cette plaque indique « Cy gist le corps de maître Henry Louis Moreau, prêtre prieur de ce lieu, licencié en théologie, âgé de 57 ans, décédé le 10 avril 1739. Prie dieu pour le repos de son âme ». L'église Sainte-Quitterie possède une reproduction du tableau « La descente de croix de Rubens » et des reliques y sont présentées.

#### La Base de loisirs de l'Étruyère

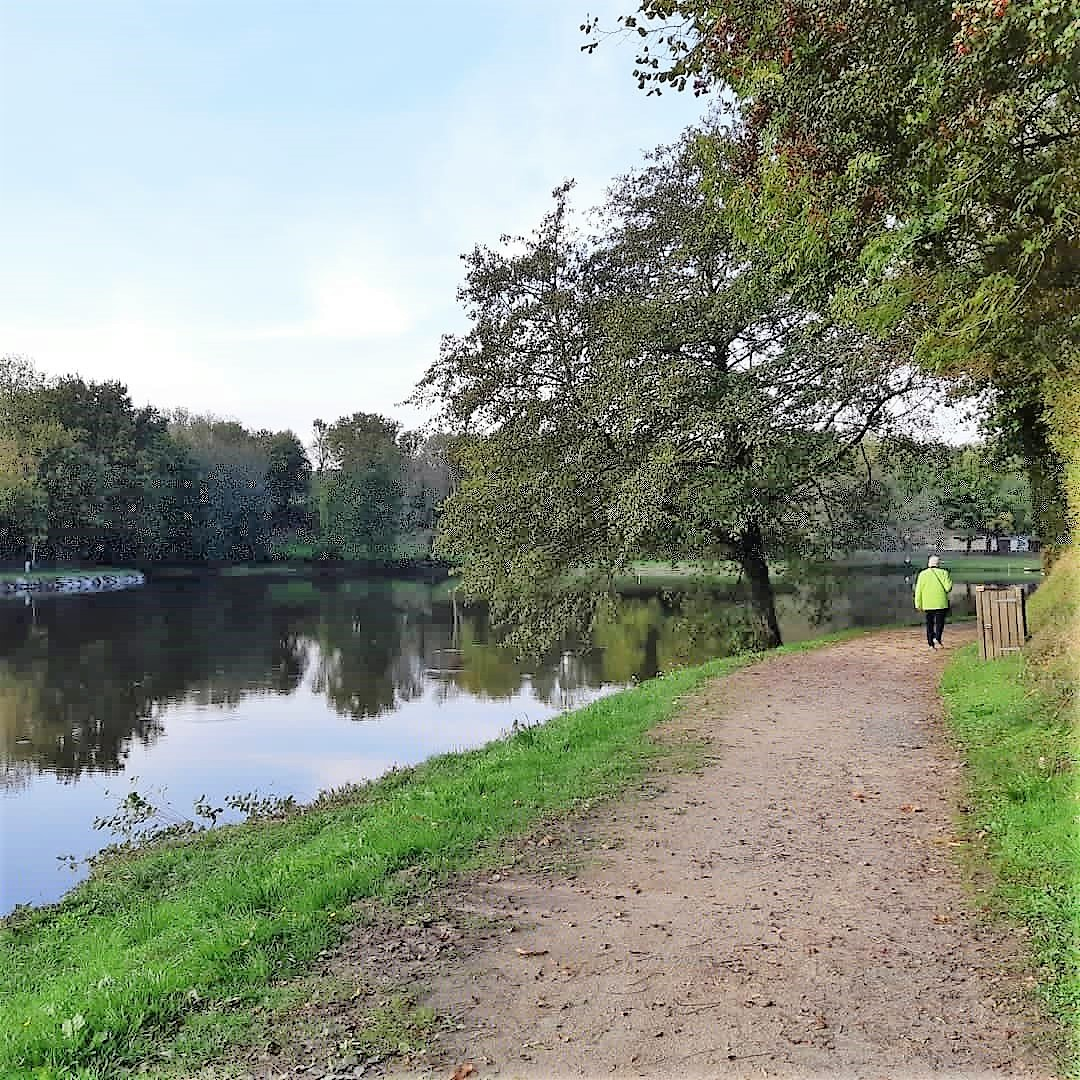
Chemin bordant le lac de l'Étruyère.

La base de loisirs de l'Étruyère comporte un plan d'eau artificiel de 4,5 hectares, creusé à l'emplacement d'un ancien village abandonné dénommé « Pigalle ». Créé en 1974, le site s'étoffe rapidement d'une cafétéria, d'un camping, d'une piscine et de jeux en plein air. Longtemps publique et géré par des associations, la municipalité vend les infrastructures à une gérance privée en 2011. Le plan d'eau, lui, appartient toujours à la municipalité.

#### Le viaduc de Coquilleau

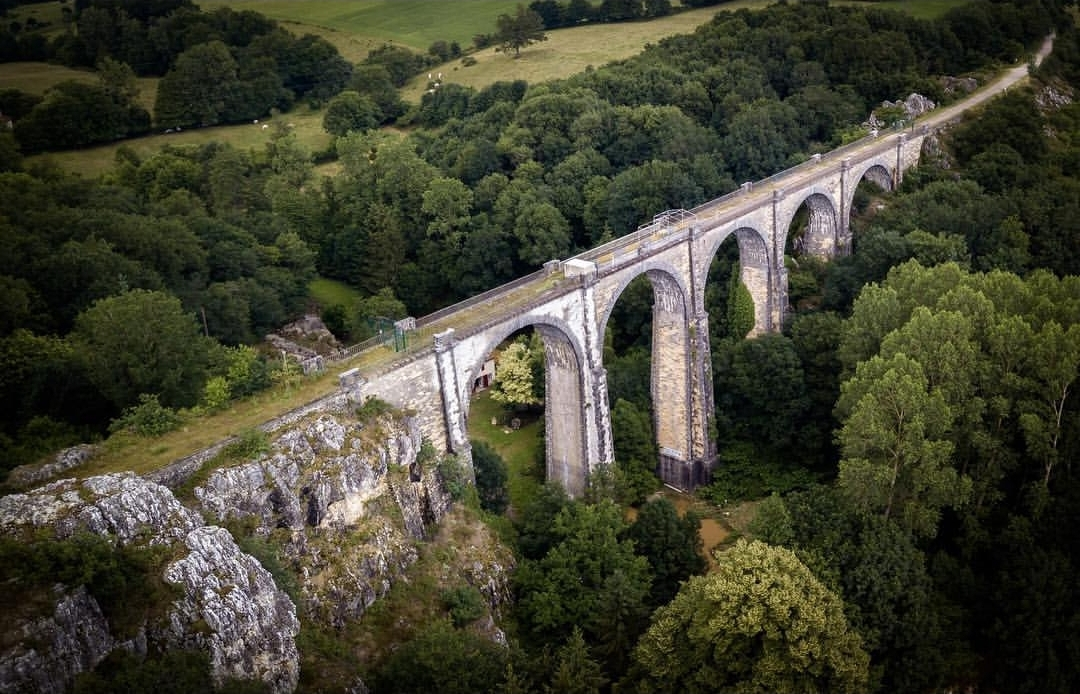
Vue aérienne du Viaduc de Coquilleau.

Le viaduc de Coquilleau culmine à 52 mètres de haut et a été construit dans les années 1880 et exploité par la SNCF de 1938 à 1989. Long de 128 mètres, il enjambe la rivière La Mère et trouve ses fondations dans une barre de grès blanc. Il est situé sur l'ancienne ligne de chemin de fer de Breuil-Barret à Velluirre ; avec le viaduc de Baguenard (construit en fer et en pierre par la société Eiffel) situé à Vouvant, il est l'un des deux viaducs de la ligne ferroviaire.
Le pont aux sept arches traverse trois communes : La Tardière, La Châtaigneraie, et Le Breuil-Barret. Il s'est transformé en un passage piétonnier pendant plusieurs années avant d'être sécurisé et fermé aux promeneurs. Il appartient aujourd'hui à une société de saut à l'élastique.

### Personnalités liées à la commune

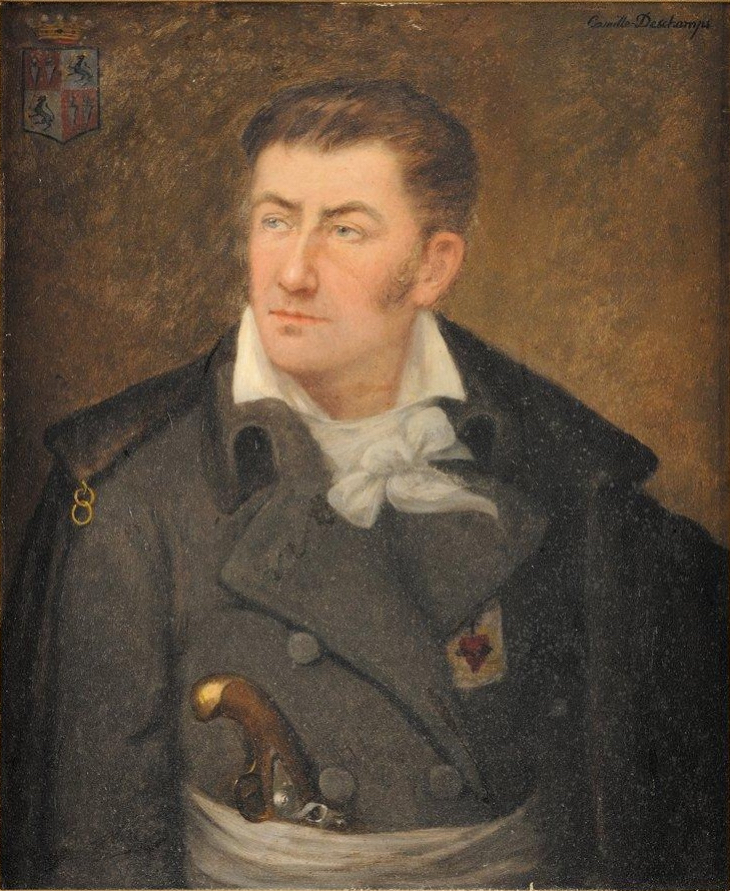
Le Général Augustin de Hargues d'Estiveau.

- Augustin de Hargues (D'Etiveau), figure des guerres de Vendée, naquit à la Tardière au XVIIIe siècle.

### Héraldique
| Blason | Blasonnement : De gueules à la chapelle d'or, ouverte et ajourée de sable, soutenue à dextre d'une branche de chêne de sinople et à senestre d'une branche de châtaignier du même, les tiges passées en sautoir en pointe et liées d'argent ; à la champagne ondée d'azur chargée d'une jumelle ondée d'argent ; au chef d'or fretté de sable de dix pièces. |